# Monte Peralba
Monte Peralba (německy Hochweißstein) je třetí nejvyšší vrchol alpské skupiny Karnské Alpy. Nachází se na území provincie Udine v severoitalském regionu Furlansko-Julské Benátsko v severní části Karnských Alp, kterou je Hlavní Karnský hřeben.

## Horopisná charakteristika
Monte Peralba není začleněna přímo v řetězci hor tvořících hlavní hřebenovou linii, po které vede také hranice mezi Rakouskem a Itálií. Je jižním výběžkem tohoto hřebene, od hraniční linie vzdálena několik set metrů. Její jižní stěna spadá strmě do údolí řeky Piavy, která pod touto stěnou má své prameniště. Bezprostředním sousedem v rámci uvedeného jižního výběžku je výrazně nižší, ale mnohem subtilnější a špičatější Monte Chiadenis. Hora díky své strmosti, mohutnosti a výšce výrazně dominuje svému okolí. Tato dominance příznivým způsobem ovlivňuje kruhový rozhled, jednak na Hlavní Karnský hřeben, zejména však jižním směrem na špičaté a členité vrcholy Jižních Karnských Alp.

## Stopy bojů v 1. světové válce
Oblast okolo Monte Peralby byla významným dějištěm vojenských akcí za 1. světové války, kdy rakouská a italská vojska urputně bojovala o hlavní karnský hřeben. Hora se svojí dominancí a se svým rozsáhlým vrcholovým plató, kde bylo snadné budovat opevňovací stavby, byla jedním z hlavních cílů obou stran. Dalším cílem bylo ovládnutí horní části údolí řeky Piavy, které umožňovalo snadný přístup italským jednotkám do této oblasti bojů. Proto Monte Peralba stejně jako hřebeny masivu Monte Lastroni na druhé straně údolí byly velmi silně fortifikovány. Ještě dnes je možno najít množství pozůstatků války z před 100 lety – kaverny, palebné pozice, stará opevnění apod.

## Turismus
Přes svoji strmost a relativní obtížnost výstupových cest je Monte Peralba a okolí oblíbenou a velmi navštěvovanou oblastí, zejména díky dvěma horským chatám, které se nacházejí v blízkém okolí hory. Na severu, na rakouském území je to Hochweißsteinhütte, na jihovýchodě na italském území Rifugio Calvi. Z obou těchto chat může být vrchol hory dosažen v čase 2-3 hodin. Celkově je přístup snazší z italské strany, vzhledem k tomu, že se v údolí nachází stará válečná zásobovací silnice k pramenům Piavy. Po ní lze dojet autem až k chatě Rifugio Sorgenti del Piave. Odtud lze dojít po cestě sjízdné pro terénní vozy k chatě Calvi asi za 1 hodinu. Z rakouské strany je dostupnost hory pro turistiku výrazně časově náročnější. Chata Hochweißsteinhütte se nachází hluboko v horách, až na konci údolí Frohntal, okolo 3 hodin chůze od posledního místa dosažitelného autem. Okolo této chaty je vedena známá dálková hřebenová trasa, zvaná Karnischer Höhenweg, která je tak další možností přístupu pod severní stranu hory .
Na horu nevede žádná turistická trasa vysloveně chodeckého charakteru. I nejsnazší cesta od severovýchodu zahrnuje strmý skalnatý úsek, nazývaný Schwarze Rinne, který má charakter zajištěné cesty (ocelové lano) resp. terénu horolezecké obtížnosti I. Hora je také oblíbeným horolezeckým cílem. V jejích úbočích bylo během let vytvořeno mnoho horolezeckých cest s obtížnostmi od III do V+.
Dne 20. července 1988 vystoupil na vrchol hory tehdejší papež Jan Pavel II., na jehož počest byla klasická výstupová trasa pojmenována.

### Horské chaty
Rifugio Sorgenti del Piave (1830 m): Dosažitelná autem, cca 12 km z městečka Sappada, u chaty velké parkoviště. Východisko na túry z italské strany. Nedaleko chaty prameny Piavy.
Rifugio Calvi (2164 m): Umístěna v travnatém svahu asi v polovině cesty od pramenů Piavy do sedla Passo Sesis. Od Rif. Sorgenti del Piave cca 1 hod.
Hochweißsteinhaus (1867 m): Na rakouské straně hřebene Karnských Alp, v závěru údolí Frohntal. Kapacita 14 postelí, 36 míst v noclehárně. Dosažitelná ze St. Lorenzen u ústí Lesachtal za cca 3 hod.

### Výstupové trasy
Od severovýchodu. Normální cesta – I (Via delle Giovanni Paolo II). Přístup z Itálie přes Passo Sesis, z Rakouska přes sedlo Hochalpljoch (od Rif. Calvi 2 hod., od Hochweißsteinhaus 2,5 hod.)
Jihovýchodní stěna. Via ferrata Pietro Sartor, obtížnost C (od Rif. Calvi 2 hod.)

### Mapy
- Tabacco 01 (Sappada, S. Stefano, Forni Avoltri) – 1 : 25 000
- Kompass 60 (Gailtaler Alpen, Karnische Alpen, Oberdrautal) – 1 : 50 000
- freytag&berndt 182 (Lienzer Dolomiten, Lesachtal, Villgratner Berge) – 1 : 50 000
- freytag&berndt 223 (Naturarena Kärnten, Gailtal, Gitschtal, Lesachtal, Weissensee, Oberes Drautal) – 1 : 50 000